# Пагорб для катання на санях
«Пагорб для катання на санях» (англ. The Sledding Hill) — постмодерністський метафікційний роман 2005 року американського письменника молодіжних романів Кріса Кратчера. Оповідь в романі ведеться від особи всезнаючого мертвого хлопчика. Кріса Крачер помістив себе в роман, який охоплює два літературних жанри.

## Сюжет
Оповідь у романі ведеться від імені покійного Біллі Бартоломью, найкращого друга головного героя, Едді Проффіта. Едді — розумний хлопчик, який, здається, страждає від розладу дефіциту уваги та гіперактивності. Після швидкої смерті двох важливих в житті людей, батька та найкращого друга, Едді відмовляється розмовляти. Він знову починає говорити, коли свідчить перед церквою з червоної цегли, оголосивши, що не тільки не приєднається до церкви, але й виступить на користь Воррена Піса на зборах шкільної ради. Невірне тлумачення його свідчень змушує членів церкви помістити Едді в психіатричну лікарню нібито тому, що Едді вважає себе Ісусом Христом. Кріс Кратчер поміщає себе в кульмінацію роману як доповідача на засіданні правління щодо видалення книги.

## Головні теми
Частий об’єкт цензури, Крачер торкається багатьох своїх знайомих тем у вище вказаному творі: літературна та інтелектуальна свобода у поєднанні зі свободою слова, релігійні забобони, розумові вади та гомосексуальність. Як не дивно, хоча багато з його попередніх робіт є скандальними через те, що мова не відповідає цільовій аудиторії, у «Пагорбі для катання на санях» немає жодної неприйнятної мови (окрім короткої згадки huevos, чоловічих яєчок іспанською). Крачер сказав, що він зробив це навмисно, щоб цензори не мали нецензурної лексики як причини приховувати свою незгоду зі змістом книги, тому єдиною причиною, по якій її можна було б заборонити, була б згадка huevos.